# Río Tuy
El río Tuy es el principal río del Estado Miranda, en Venezuela. Tiene una longitud de 239 kilómetros. Nace cerca del Pico Codazzi, al este del topo el Zamuro, en el estado Aragua y discurre en sentido norte-sur hasta la población de El Consejo. De allí continúa hacia el Este atravesando todo el estado Miranda. Sus principales afluentes son: Río Guaire, y el río Caucagua, también llamado río Grande. Desemboca en el mar Caribe, específicamente en la costa aledaña a la población de Paparo.

## El Tuy, recurso vital de Caracas
Un aspecto destacable de la contaminación de las aguas lo constituye el proceso acelerado de degradación del embalse La Mariposa, situado a 8 km de Caracas, sobre el río El Valle. Este embalse cuyo propósito fundamental es abastecer de agua potable a Caracas, también es reservorio de las aguas provenientes del río Tuy, a través de un sistema de aducción. En los últimos años, debido al auge industrial, agrícola y sobre todo urbanístico desarrollados en su cuenca receptora, este ha alcanzado niveles críticos de contaminación.
Sumado a la alta polución de sus afluentes como el Guaire y el río Grande (Caucagua) a las descargas vertidas al propio río, lo convierten en el río más contaminado de toda Venezuela a unos niveles alarmantes.